# Ina Boyle
Ina Boyle (* 8. März 1889, † 10. März 1967) war eine irische Komponistin. Ihr Werk umfasst eine Vielzahl von Gattungen, darunter Chorwerke, Kammermusik, Orchesterwerke, Opern, Ballette und Vokalmusik. Einige ihrer Werke wie The Magic Harp (1919), Colin Clout (1921), Gaelic Hymns (1923–24), Glencree (1924–27) und Wildgeese (1942) wurden aufgeführt und beachtet, der Großteil blieb aber unveröffentlicht und wurde zu Boyles Lebzeiten nie gespielt.

## Biographie
Boyle wurde in Bushey Park bei Enniskerry, County Wicklow geboren und wuchs im kleinen Umfeld ihrer Eltern und Schwester auf. Ihren ersten Musikunterricht erhielt sie bei ihrem Vater William Foster Boyle (1860–1951), einem Curate (Vikar) an der St. Patrick's Church in Powerscourt; ihre Gouvernante unterrichtete sie gemeinsam mit ihrer jüngeren Schwester Phyllis in Violin- und Violoncellospiel. Ab dem Alter von 11 Jahren lernte sie Musiktheorie und Harmonielehre beim englischen Organisten Samuel Myerscough, der 1904 die Leinster School of Music gründen sollte. Ab 1904 wurde sie außerdem auf dem Korrespondenzweg von Charles Wood unterrichtet, der mit Boyles Cousine Charlotte Georgina Wills-Sandford verheiratet war.
Ab 1910 studierte Boyle bei Percy Buck, der im selben Jahr zum non-resident professor für Musik am Trinity College Dublin ernannt worden war. Spätestens ab 1913 studierte sie Kontrapunkt, Harmonielehre und Komposition bei Charles Herbert Kitson und George Hewson in Dublin. Kitson ermutigte sie zur Komposition der Anthems Funeral Anthem und Wilt Not Thou, Oh God, die beide 1915 gedruckt wurden; eine versprochene Aufführung der Werke in der Christ Church Cathedral fand allerdings nie statt. Nach einem Briefwechsel mit Ralph Vaughan Williams reiste Boyle ab 1923 regelmäßig nach London, um Kompositionsunterricht bei ihm zu nehmen. Die erste Lektion fand im Februar 1923 bei Vaughan Williams zuhause statt.
In den 1920er- und 1930er-Jahren wurden einige von Boyles Werken in England uraufgeführt; obwohl sie auf positive Resonanz stießen, waren die Aufführungen aber sehr selten. Boyle beteiligte sich in einer Gruppierung mit anderen jungen Komponistinnen, darunter Elisabeth Lutyens, Elizabeth Maconchy und Grace Williams, die eine Konzertreihe organisierten, um eigene Werke aufführen zu können.
Die Pflege ihrer Familienmitglieder in Irland erschwerte Boyle das Reisen zunehmend, und nach dem Kriegsausbruch 1939 stellte sie es beinahe ganz ein. Ihre Mutter starb 1931, ihre Schwester 1938 und ihr Vater 1951. Boyle komponierte weiterhin täglich. Trotz ihrer Isolation pflegte sie den Kontakt mit Gleichgesinnten und sandte regelmäßig Partituren ihrer Werke an Orchester- und Chordirigenten in der Hoffnung auf weitere Aufführungen. 1944 organisierte Arthur Duff ein Orchesterkonzert mit ihren Werken. Mit einer einzigen Ausnahme – der kurzen Orchesterouvertüre Wildgeese von 1942 – wurde keines von Boyles neuen Werken mehr als einmal aufgeführt.
Ina Boyle starb in Greystones, County Wicklow an Krebs.

## Werke
Aufgrund ihrer Isolation wurde Boyles Musik selten öffentlich gespielt. Dennoch komponierte sie bis an ihr Lebensende weiter.

### Orchesterwerke
Boyle erlangte 1913 frühe Anerkennung, als zwei ihrer Werke – die Elegy (Elegie) für Violoncello und Orchester und eine Vertonung von Walt Whitmans The Last Invocation – einen ersten bzw. zweiten Preis im Kompositionswettbewerb des Sligo Feis Ceoil errangen. 1919 wurde ihre orchestrale Rhapsodie The Magic Harp mit einem Carnegie Award ausgezeichnet, wodurch sie gedruckt und vom Dirigenten Dan Godfrey in Bournemouth erneut aufs Programm gesetzt wurde.
Die erste ihrer drei Sinfonien wurde zwischen 1924 und 1927 komponiert, die erste vollständige Aufführung fand allerdings erst 1945 im Rahmen eines Studiokonzerts von Raidió Éireann statt. Die drei Sätze der Sinfonie mit dem Beinamen Glencree sind als Tondichtungen angelegt und beschreiben jeweils einen bestimmten Ort: "On Lacken Hill", "Nightwinds in the Valley" und "Above Lough Bray". Die zweite Sinfonie (The Dream of the Rood), 1930 komponiert, wurde am 30. September 2022 in Dublin durch das RTÉ National Symphony Orchestra und den Dirigenten David Brophy uraufgeführt.
Das kurze dreisätzige Violinkonzert aus den frühen 1930er-Jahren hat laut Rob Barnett "mehr gemeinsam mit The Lark Ascending als mit den großen Darstellungen der britischen Inseln aus jenem Jahrzehnt von Bax, Walton, Dyson, Creith und Moeran". Boyle widmete das Konzert ihrer Mutter, die 1932 verstorben war.

### Kammermusik
Boyles Streichquartett in e-Moll (1934) ist der Geigerin Anne Macnaghten gewidmet. Das Macnaghten Quartet fertigte eine private Einspielung des Werks an, aber die Partitur blieb im Manuskript, bis sie 2011 neu ediert wurde; diese Neuausgabe lag der ersten Wiederaufführung durch das Callino Quartet am 4. Februar 2011 zugrunde. Das ConTempo Quartet führte das Werk 2022 ebenfalls auf, und das Piatti Quartet brachte 2023 eine Aufnahme davon heraus. Das griechenlandbezogene Lament for Bion für Tenor und Streichquartett reichte Boyle beim Olympischen Komitee für kulturelle Aktivitäten ein, das es beim Kunstwettbewerb der Olympischen Spiele 1948 mit einer lobenden Erwähnung für Irland auszeichnete.

### Lieder und Chorwerke
Boyle schrieb im Lauf ihrer Karriere rund 60 Lieder, von denen inzwischen etwa die Hälfte eingespielt worden ist. 2023 veröffentlichte die Ina Boyle Society die Ausgabe Selected Songs (hg. von Dr. Orla Shannon und David Scott) mit 26 Liedern, die zwischen 1906 und 1966 entstanden sind. Zuvor lagen die Lieder nur im Manuskript vor. Das frühe Chorwerk Soldiers at Peace (1916) wurde von der Highgate Choral Society und dem New London Orchestra unter Ronald Corp im November 2018 in London wieder gespielt. Im April 2022 brachten die Carice Singers beim Ludlow Festival das Werk Cædmon's Hymn für sechsstimmigen Chor, entstanden 1925, zur Uraufüfhrung.

## Nachleben
Boyle wurde als "produktivste und bedeutendste irische Komponistin vor 1950" bezeichnet. Ihr Nachlass befindet sich in der Bibliothek des Trinity College Dublin. Das Trinity College hat den Großteil ihrer Manuskripte digitalisiert.
Ein abendfüllender Dokumentarfilm über Ina Boyles Leben und Werk unter dem Titel From the Darkness wurde am 12. Juni im irischen RTÉ Lyric FM ausgestrahlt. Im April und Mai 2013 widmete sich eine Ausstellung am Trinity College "Ina Boyle’s Symphonic Journey". 2018 erschien bei Dutton eine CD mit einigen ihrer bedeutendsten Orchesterwerke, darunter die erste Gesamteinspielung inrer Sinfonie Nr. 1 und die Ersteinspielung ihres Psalm für Violoncello und Orchester.
Das Anwesen der Familie in Bushey Park wurde an die Familie Bisgood vererbt. 1996 kaufte es der Sänger Chris De Burgh. 2023 wurde es weiterverkauft.

## Werke (Auswahl)
Chorwerke
- Ireland (Text: Walt Whitman), 1914
- Funeral Anthem (Text: Bibel); Stainer & Bell, 1915
- Wilt Not Thou, Oh God (Bibel); Novello, 1915
- Soldiers at Peace (Herbert Asquith) für Chor und Orchester (1916); London: Novello, 1917
- The Transfiguration (Bibel) für Tenor, gemischten Chor und Orgel (1922); London: Novello, 1922
- Gaelic Hymns (aus den Carmina gadelica, übersetzt von Alexander Carmichael) (1924); in Auszügen publiziert London: J. & W. Chester, 1930
- Cædmon's Hymn für 6-stimmigen Chor, übersetzt von L. Magnus und C. Headlam (1925)
- Christ is a Path (Giles und Phineas Fletcher), Kammerkantate (1925)
- A Spanish Pastoral (St. Teresa, übersetzt von Arthur Symons) für Sopran und Männerchor (1931); London: Stainer & Bell, 1935

Orchesterwerke
- Elegy (1913), Rhapsodie für Violoncello und Orchester
- The Magic Harp, orchestrale Rhapsodie (1919); London: Stainer & Bell, 1922
- Colin Clout, Pastorale für Orchester (1921)
- Phantasy für Violine und Kammerorchester (1926)
- Symphony No. 1: Glencree (1927)
- Psalm für Violoncello und Orchester (1927)
- Symphony No. 2: The Dream of the Rood (1930)
- Overture (1934)
- Violinkonzert (1935)
- Wildgeese, Skizze für kleines Orchester (1942)

Sologesang mit Orchester
- Lament for Bion (attr. Moschus) für Tenor und Streicher (1945)
- Still Falls the Rain (Edith Sitwell) für Alt und Streicher (1948)
- Symphony No. 3: From the Darkness (Edith Sitwell) für Alt und Streicher (1951)
- No Coward Soul is Mine (Emily Brontë) für Alt und Streicher (1953)

Songs
(für Gesang und Klavier, falls nicht anders angegeben)
- The Joy of Earth (Æ = George Russell) (1914)
- Have You News of My Boy Jack? (Rudyard Kipling) (1916)
- A Song of Shadows, a Song of Enchantment (Walter de la Mare) (1922); London: Stainer & Bell, 1923, 1926
- If You Let Sorrow in on You (Winifred M. Letts) (1922)
- Sleep Song (Déirín Dé, übersetzt von Pádraic Pearse) (1923)
- A Mountain Woman (Padraic Pearse, übersetzt von Thomas MacDonagh) (1927)
- Five Sacred Folksongs of Sicily (Grace Warrack) (1930)
- Thinke then my Soul (John Donne) für Tenor und Streichquartett (1938); Oxford: Oxford University Press, 1939
- Three Medieval Latin Lyrics: "Sleep"; "Storm"; "Evening on the Moselle" (1955)
- Three Songs by Ben Jonson für mittlere Stimme, Violine und Violoncello (1955)
- Three Ancient Irish Poems (übersetzt von Kuno Meyer) für Sopran, Viola und Harfe (1958)
- Three Songs by Walter de la Mare: "Song of the Mad Prince"; "The Pigs and the Charcoal-Burner"; "Moon, Reeds, Rushes"; "Looking Back" (1956)

Oper
- Maudlin of Paplewick (nach The Sad Shepherd von Ben Jonson), pastorale Oper (1966)

Ballettmusik
- Virgilian Suite (1931), Ballettsuite für kleines Orchester
- The Dance of Death (1936), Maskenspiel für Tanz nach Holbein
- The Vision of Er (1939), Pantomime oder Ballett

Chamber music
- Streichquartett e-Moll (1934)

## Diskographie
- The Magic Harp, Bournemouth Symphony Orchestra, Ronald Corp (Dirigent), in: Dutton Epoch CDLX 7276 (CD, 2011).
- The Wild Geese, European Union Youth Orchestra, Laurent Pillot (Dirigent), in: Classical Recording Company CRC 2309 (CD, 2013).
- Sleep Song und Three Songs by Walter de la Mare, Aylish Kerrigan (Mezzosopran) und Dearbhla Collins (Klavier), in: Métier MSV 28558 (CD, 2016).[32]
- Elegy, Nadège Rochat (cello), Staatskapelle Weimar, Paul Meyer (Dirigent), in: Ars Produktion ARS 38 221 (CD, 2017).
- Orchesterwerke: Ouvertüre; Violinkonzert; Sinfonie Nr. 1 Glencree; Wildgeese; Psalm; A Sea Poem; Colin Clout, BBC Concert Orchestra, Benjamin Baker (Violine), Nadège Rochat (Violoncello), Ronald Corp (Dirigent), in: Dutton Epoch CDLX 7352 (CD, 2018).
- Lieder: Since thou, o fondest and truest; The Joy of Earth; Three Songs by Walter de la Mare; A Mountain Woman Asks for Quiet that her Child May Sleep; Looking Back; Himself and his Fiddle; Have you News of my Boy, Jack?; Roses; A Soft Day; Eternity; Sleep Song; All Souls' Flower; Five Sacred Folksongs of Sicily; A Song of Shadows; A Song of Enchantment; The Bringer of Dreams; Longing; Dust; The Stolen Child; Blessing; They Went Forth; Two Christmas Songs; The Last Invocation; Paula Murrihy (Mezzosopran), Robin Tritschler (Tenor), Ben McAteer (Bariton), Iain Burnside (Klavier), in: Delphian DCD324264 (CD, 2021).
- Streichquartett e-Moll; Piatti Quartet, Rubicon RCD1098 (2023)